# Miklós Szabados
Miklós Szabados (20. března 1912 Budapešť - 12. ledna 1962 Sydney) byl maďarský stolní tenista.
Na konci dvacátých a v první polovině třicátých let patřil spolu Viktorem Barnou a Lászlem Bellákem do maďarského týmu, který naprosto ovládal evropskou ping-pongovou špičku. Ze stínu jedničky tohoto týmu - Viktora Barny - vystoupil sice pouze jednou (v roce 1931 byl mistrem světa ve dvouhře mužů), ale kromě toho získal dalších 14 zlatých medailí z mistrovství světa ve čtyřhrách a v soutěži družstev.

## Život
Miklós Szabados debutoval již ve svých sedmnácti letech na mistrovství Maďarska, kde zvítězil ve dvouhře (nad Barnou), ve čtyřhře mužů (s Barnou) i ve smíšené čtyřhře. Byl nominován do maďarské reprezentace na mistrovství světa a odvděčil se za to stříbrnou medailí ve dvouhře a zlatou v mužské čtyřhře - zlatá v soutěži mužských družstev pro Maďarsko byla v té době považována za samozřejmost.
V následujících letech až do roku 1935 rozšiřoval každoročně s výjimkou roku 1933 svou sbírku medailí z mistrovství světa. V roce 1933 musel kvůli svému židovskému původu odejít z Berlína, kde studoval - důvodem byl nástup německých nacistů k moci. V tomto roce nebyl nominován do reprezentace Maďarska na mistrovství světa.
Svou kariéru v Evropě ukončil roku 1936 - následovalo turné po Austrálii, Japonsku a Novém Zélandu. Nakonec zůstal v Austrálii, kde založil v Sydney první australskou ping-pongovou školu. Až do poloviny padesátých let se účastnil nejrůznějších exhibicí a poloprofesionálních turnajů.

## Dosažené úspěchy
Mistrovství světa - dvouhra:
- zlatá medaile 1931
- stříbrná medaile 1929, 1932, 1935
- bronzová medaile 1934

Mistrovství světa - mužská čtyřhra s Viktorem Barnou:
- zlatá medaile 1929, 1930, 1931, 1932, 1934, 1935

Mistrovství světa - smíšená čtyřhra s Márií Mednyánszkou:
- zlatá medaile 1930, 1931, 1934
- stříbrná medaile 1932
- bronzová medaile 1935

Mistrovství světa - soutěž mužských družstev:
- zlatá medaile 1929, 1930, 1931, 1934, 1935
- stříbrná medaile 1932